# HEC-HMS
HEC-HMS pour Hydrologic Modeling System (en français système de modélisation hydrologique) est conçu pour simuler les processus de précipitations-ruissellements des bassins versants dendritiques. Il est conçu pour être applicable dans un large éventail de zones géographiques et inclut un très grand nombre de paramètres permettant de résoudre un grand nombre de problèmes. 

## Description
Le logiciel permet de simuler les eaux de ruissellement de grands bassins versants fluviaux ainsi que de petits centres urbains par exemple. Le programme permet de générer des hydrogrammes qui peuvent être utilisés directement ou en collaboration avec d'autres logiciels pour, par exemple, des études de disponibilité des ressources en eau, la planification de l'assainissement urbain, des prévisions des inondations, l'impact de projet d'urbanisation sur les ruissellements, la conception d'ouvrages de protection des crues, etc.
Le programme permet pour chaque processus de choisir parmi plusieurs choix de modèles mathématiques qui sont des formules empiriques et permettent la simulation de chaque flux. Chaque modèle mathématique inclus dans le programme est adapté à des environnements différents et à des conditions différentes. Faire le bon choix nécessite la connaissance du bassin versant, les objectifs de l'étude hydrologique et une expertise.
HEC-HMS est un produit du Hydrologic Engineering Center de l'US Army Corps of Engineers. Le programme a été élaboré à partir de 1992 en remplacement de HEC-1, qui a longtemps été considéré comme un standard pour les simulations hydrologiques. HEC-HMS offre les mêmes capacités de simulation et comprend également un certain nombre de nouvelles fonctionnalités qui n'étaient pas incluses dans HEC-1. Il fournit également une interface utilisateur graphique pour le rendre plus facile à utiliser. Le programme est maintenant largement utilisé et accepté pour de nombreuses études officielles notamment pour le Federal Emergency Management Agency aux États-Unis.